# Muntacàrregues
Un muntacàrregues és una mena d'ascensor, normalment elèctric, de tecnologia mecànica o hidràulica, que serveix per moure càrregues verticalment. Es tracta d'una plataforma o una cabina que corre entre dues guies. És usat sovint en edificis en construcció, magatzems i botigues d'auto-servei. El seu ús requereix un cert coneixement i diferents governs exigeixen un permís o llicència pel seu funcionament.

## Història
El primer prototip de muntacàrregues va ser una plataforma unida a un cable utilitzat per aixecar objectes, creat el 1851. Aquest model va inspirar a Elisha Otis per a crear un elevador amb un sistema dentat, que anava esmorteint la caiguda del pes, en cas que el cable es trenqués.